# 喬治·侯丁
喬治·侯丁（英語：George Holding；1968年4月17日—）是美國的一位共和黨籍政治人物，2013年當選為北卡羅來納州第13選區選出的眾議院議員。在踏入政壇之前，他曾經是一位檢察官。

## 荣誉

### 外国勋章奖章
- 大英帝国官佐勋章（英国，2022年[3]）